# Баария
«Баария» (сиц. Baarìa) — кинофильм режиссёра Джузеппе Торнаторе, вышедший на экраны в 2009 году.

## Сюжет
Время действия этого эпического фильма охватывает 1920—1980-е годы. Картина показывает жизнь маленького сицилийского городка Багерия (по-сицилийски Баария), родного для режиссёра, глазами одного из его жителей Пеппино Торренуова (Франческо Шанна). События охватывают детство героя при фашистском режиме Муссолини, юность во времена Второй мировой войны, после которой он вступил в Коммунистическую партию и занялся профсоюзной работой. Примерно в это же время он встретил девушку Маннину (Маргарет Маде) и женился на ней, с годами его семья росла. Одновременно он продвигался по служебной лестнице: завоевав авторитет на почве борьбы с засильем мафии, он был выбран сначала депутатом городского совета, а затем и национального парламента. К концу фильма его дети вырастают и покидают родной дом.

## В ролях

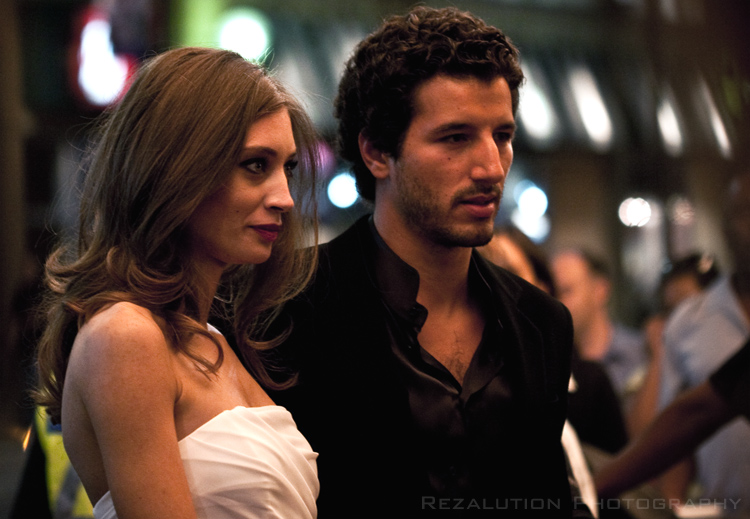
Исполнители главных ролей Маргарет Маде и Франческо Шанна на премьере фильма в Торонто

- Франческо Шанна — Пеппино Торренуова
- Маргарет Маде — Маннина
- Рауль Бова — римский журналист
- Джорджо Фалетти — Кортечча
- Энрико Ло Версо — Минику
- Анхела Молина — Сарина (в зрелости)
- Николь Гримаудо — Сарина (в юности)
- Лео Гулотта — Либорио
- Нино Фрассика — Джакомо Батолотта
- Микеле Плачидо — коммунист
- Лина Састри — Тана
- Валентино Пиконе — Луиджи Скалия
- Сальваторе Фикарра — Нино Торренуова
- Гаэтано Ароника — Чиччо Торренуова
- Марко Эрманьо — Пьетро (в юности)
- Джизелла Маренго — Матильда
- Альдо Бальо — ростовщик
- Паоло Бригулья — преподаватель
- Тони Сперандео
- Моника Белуччи — девушка каменщика

## Награды и номинации
- 2009 — приз Pasinetti Award и номинация на приз «Золотой лев» Венецианского кинофестиваля (Джузеппе Торнаторе)
- 2010 — номинация на премию «Золотой глобус» за лучший фильм на иностранном языке